# Baba Ghanoush

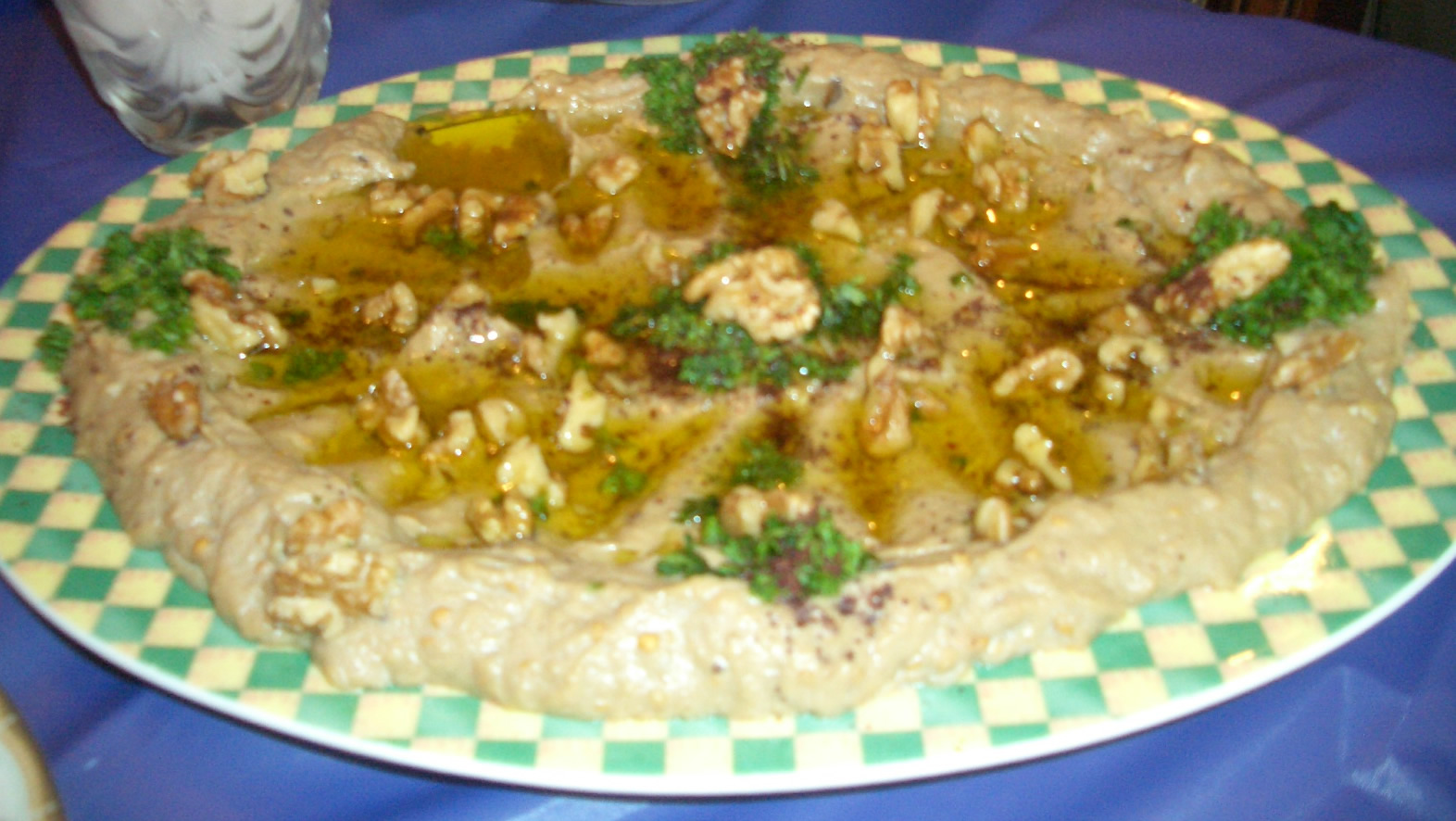
Baba Ghanoush

Baba Ghanoush (arabisch بابا غنوج, DMG bābā ġannūǧ) ist ein Püree der arabischen Küche aus Auberginen und Sesampaste (Tahina), das als Dip oder Beilage z. B. zu Schawarma und Falafel serviert wird.
Zur Zubereitung werden gegrillte und gehäutete Auberginen püriert, mit Sesampaste vermengt und mit Knoblauch, Salz, Pfeffer, Kreuzkümmel und Zitronensaft gewürzt. Vor dem Servieren wird noch ein Schuss Olivenöl hinzugegeben, häufig auch Petersilie oder Korianderkraut.
Ein weiteres Gericht der arabischen Küche aus Auberginen ist Mutabbal.